# Denis Wucherer
Denis Wucherer  (nacido el 7 de mayo de 1973 (51 años) en Maguncia, Alemania)  es un exjugador de baloncesto alemán. Con 1.95 de estatura, jugaba en la posición de escolta. 

## Equipos
- 1991-1992  Langen
- 1992-1998 Bayer Leverkusen
- 1998-1999 Olimpia Milano
- 1999-2001 Pallacanestro Varese
- 2000-2001  DJK Würzburg
- 2001-2002 Skyliners Frankfurt
- 2002-2005 Bayer Leverkusen
- 2004-2005 Pallacanestro Treviso
- 2005-2007 Basketball Club Oostende